# T.N.T. (sang)
|  | For andre betydninger af T.N.T., se TNT |
"T.N.T." er en single, der blev udsendt i 1976 af rock-bandet AC/DC; singlen er taget fra deres australske album T.N.T. og den internationale version af High Voltage. Sangen blev skrevet af Bon Scott, Angus Young og Malcolm Young. Den nåede sin højeste placering som nr. 11 på den australske singlehitliste.